# Gonatocerus comptei
Gonatocerus comptei är en stekelart som beskrevs av Girault 1912. Gonatocerus comptei ingår i släktet Gonatocerus och familjen dvärgsteklar. Inga underarter finns listade i Catalogue of Life.